# Т-344
T-344 VESPA (Very Efficient Smart Power Aircraft) — італійський навчально-тренувальний літак, створюваний фахівцями льотно-випробувального центру (Reparto Sperimentale Volo) ВПС Італії в Практика-ді-Маре за сприяння компанії Alenia Aermacchi.

## Історія створення
Літак T-344 VESPA є переробленою деривацією оригінального легкого літака Caproni Vizzola C22J, розробленого на рубежі 1970-х і 1980-х років одним з «уламків» відомої авіабудівної компанії Caproni. Літак C22J залишився тільки в трьох прототипах і не знайшов замовників (незважаючи на придбання прав на нього вертольотобудівною компанією Agusta). Особливістю літаків C22J, а тепер і Т-344, є оснащення їх двома малогабаритними двоконтурними турбореактивними двигунами Microturbo (на C22J використовувалися два двигуни Microturbo TRS18-1 тягою по 150 кг, на Т-344 планується застосування двох двигунів Microturbo TRS18-046 тягою по 170 кг).

## Компонування
Т-344 має двомісну негерметичну кабіну з рядним розташуванням пілотів і шасі, що забирається з носовим колесом, максимальна злітна вага становитиме всього 1300 кг. Заявляється, що літак буде мати максимальну швидкість 0,48 М (245 вузлів) на висоті 3050 м, крейсерську швидкість 180 вузлів, практична стеля 7600 м і перегоночна дальність польоту понад 1000 км.

## Використання
В італійських ВПС Т-344, за задумом, повинні замінити використовувані в даний час для початкової льотної підготовки поршневі літаки SIAI-Marchetti SF.260EA.
Таким чином, повинна бути сформована перспективна лінійка трьох нових навчально-тренувальних літаків ВПС Італії: 
- Т-344 (початкова підготовка);
- Т-345 (Alenia Aermacchi M-345 HET; основна підготовка);
- Т-346А (Alenia Aermacchi M-346; підвищена підготовка).

Причому всі вони будуть реактивними, на відміну від найбільш поширеної зараз у світі практики, коли літаки початкової підготовки є поршневими, а основної підготовки — турбогвинтовими.